# Jean Nicolas (calciatore)
Jean Édouard Marie Nicolas Fabbrini (Nanterre, 29 giugno 1913 – Parigi, 8 settembre 1978) è stato un calciatore francese, di ruolo centrocampista.

## Carriera
Giocò per tutta la carriera nel Rouen, che portò nel 1926 alla promozione in massima serie. Fu per tra anni consecutivi capocannoniere della Division 2 (1934, 1935 e 1936) e per una volta della Division 1 (1938). Detiene inoltre il record di maggior numero di reti segnate in una partita di Division 1, 7 (in Rouen-Valenciennes del 1º maggio 1928). Prese parte con la Nazionale ai campionato del mondo 1934 e al campionato del mondo 1938.

## Palmarès

### Club
- Ligue 2: 1

Rouen: 1935-1936

### Individuale
- Capocannoniere della Ligue 2: 3

1933-1934 (54 gol), 1934-1935 (30 gol), 1935-1936 (45 gol)
- Capocannoniere della Ligue 1: 1

1937-1938 (26 gol)